# Изохијета
Изохијeта (грч. isos - једнак и грч. hyetos - киша) је линија која на карти спаја тачке са истом количином падавина у јединци времена, за месец, полугодишњи период, целу годину или низ година.